# Cassio Cherea
Cassio Cherea (12 a.C. – Roma, gennaio o febbraio 41) è stato un politico romano, di origine patrizia.
Secondo quanto scrive Tacito nei suoi Annali, nel 9 d.C. partecipò alla guerra in Germania con il ruolo di centurione. Nel 35 fu fatto questore.
In disaccordo con l'operato dell'imperatore Caligola e vessato dalle sue continue criminali richieste (come quella di disporre liberamente delle mogli dei senatori), nel 41, quando era tribuno militare dei pretoriani, partecipò alla congiura ordita da cavalieri e senatori, e uccise personalmente l'imperatore.
Per questo fu fatto giustiziare dal successore di Caligola, l'imperatore Claudio.
Cherea aveva motivazioni personali per uccidere il suo princeps: Caligola sembra che spesso lo sbeffeggiasse, a causa dei toni acuti della sua voce, sostenendo che fosse effeminato e chiamandolo "checca" (gunnis), o costringendolo ad usare per il suo servizio parole d'ordine come "Priapo", "Amore" o "Venere". Vi sarebbero state però anche ragioni politiche.
Cassio Cherea è descritto nel celebre romanzo Io, Claudio, di Robert Graves, ed è rappresentato nella sua umanità simile ma complementare a quella di Caligola stesso nella tragedia Caligola, di Albert Camus. Infine appare come importante personaggio nel romanzo La dinastia, di Andrea Frediani.